# Arquebisbat de Porto Alegre

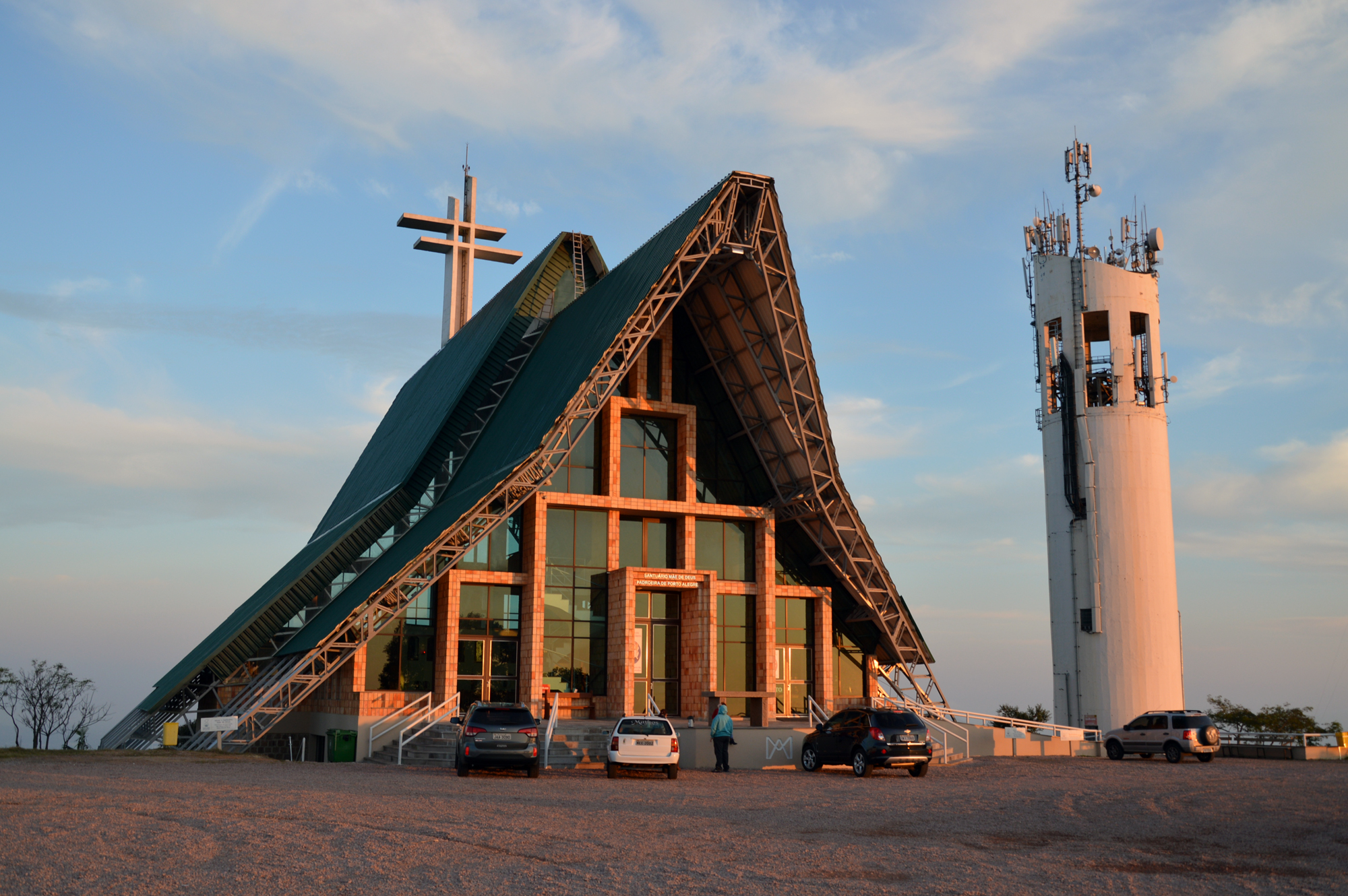
Il santuario di Nostra Signora Madre di Dio (Santuário Arquidiocesano Nossa Senhora Madre de Deus), patrona dell'arcidiocesi.

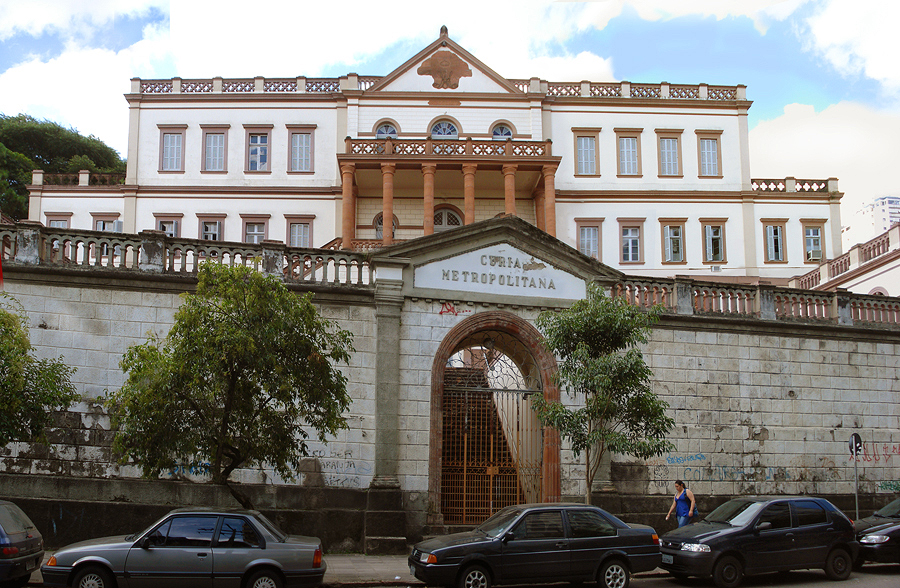
La curia metropolitana di Porto Alegre.

L'arquebisbat de Porto Alegre (portuguès: Arquidiocese de Porto Alegre; llatí:  Archidioecesis Portalegrensis in Brasilia ) és una seu metropolitana de l'Església catòlica al Brasil.
Al 2021 comptava amb 2.056.400 batejats d'un total de 3.401.850 habitants. Actualment està regida per l'arquebisbe metropolità cardenal Jaime Spengler, O.F.M.

## Territori
L'arxidiòcesi comprèn 29 municipis de l'estat brasiler del Rio Grande do Sul: Porto Alegre, Alvorada, Arambaré, Arroio dos Ratos, Barão do Triunfo, Barra do Ribeiro, Butiá, Cachoeirinha, Camaquã, Canoas, Cerro Grande do Sul, Charqueadas, Chuvisca, Cristal, Eldorado do Sul, Esteio, General Câmara, Glorinha, Gravataí, Guaíba, Mariana Pimentel, Minas do Leão, Nova Santa Rita, São Jerônimo, Sentinela do Sul, Sapucaia do Sul, Sertão Santana, Tapes i Viamão.
La seu episcopal és la ciutat de Porto Alegre, on es troba la catedral de la Gran Mare de Déu.
El territori s'estén sobre 13.751 km² i està dividit en 159 parròquies, agrupades en 4 vicariats: Porto Alegre, Canoas, Gravataí i Guaíba.

### Província eclesiàstica
La província eclesiàstica de Porto Alegre, instituïda el 1910, comprèn les següents diocesis sufragànies:
- diòcesi de Caxias do Sul,
- diòcesi de Montenegro,
- diòcesi de Novo Hamburgo,
- diòcesi d'Osório.

## Història
La diòcesi de São Pedro do Rio Grande do Sul (en llatí: Dioecesis Sancti Petri Fluminis Grandis Australis) va ser erigida el 7 de maig de 1848 amb la butlla Ad oves Dominicas rite pascendas del papa Pius IX , prenent el seu territori de la diòcesi de Rio de Janeiro (ara arxidiòcesi).
Originàriament sufragània de l'arxidiòcesi de San Salvador de Bahia, el 27 d'abril de 1892 va passar a formar part de la província eclesiàstica de l'arxidiòcesi de Rio de Janeiro.
La diòcesi comprenia tot l'estat de Rio Grande do Sul. El 15 d'agost de 1910, en virtut de la butlla Praedecessorum Nostrorum del papa Pius X, s'erigiren tres noves diòcesis (Santa Maria, Uruguaiana i Pelotas), amb territori pres del de la diòcesi de São Pedro do Rio Grande, que al mateix temps fou elevada al rang d'arxidiòcesi metropolitana actual.
El 13 de febrer de 1937 va adquirir de la diòcesi de Santa Maria els municipis de Candelária i de Rio Pardo.
Al llarg de la seva història ha cedit repetidament altres porcions de territori per a l'erecció de nous districtes eclesiàstics, a saber:
- la diòcesi de Caxias (avui diòcesi de Caxias do Sul) i la prelatura territorial de Vacaria (avui diòcesi) el 8 de setembre de 1934;
- la diòcesi de Santa Cruz do Sul el 20 de juny de 1959;
- la diòcesi de Novo Hamburgo el 2 de febrer de 1980;
- la diòcesi d'Osório el 10 de novembre de 1999;
- la diòcesi de Montenegro el 2 de juliol de 2008.

El 27 d'abril de 1959, en virtut del decret Maiori animarum de la Congregació Consistorial, va cedir el municipi de Muçum i el districte de Santa Lucia do Piai del municipi de Caxias do Sul a la diòcesi de Caxias; i els municipis de Casca i Guaporé amb el districte de Maria del municipi de Marau fins a la diòcesi de Passo Fundo (ara arxidiòcesi). De la mateixa manera, el 23 de novembre de 1970 va cedir de nou porcions del territori municipal de São Francisco de Paula a la diòcesi de Caxias.
L'arxidiòcesi va rebre la visita pastoral del papa Joan Pau II el juliol de 1980.

## Cronologia episcopal
- Sede vacante (1848-1852)

- Feliciano José Rodrigues de Araujo Prates (de Castilhos) † (27 de setembre de 1852 - 27 de maig de 1858 mort)
  - Sede vacante (1858-1860)
- Sebastião Dias Laranjeira † (28 de setembre de 1860 - 13 d'agost de 1888 mort)
- Cláudio José Gonçalves Ponce de Leão, C.M. † (26 de juny de 1890 - 9 de gener de 1912 renuncià)
- João Batista Becker † (1 d'agost de 1912 - 15 de juny de 1946 mort)
- Alfredo Vicente Scherer † (30 de desembre de 1946 - 29 d'agost de 1981 jubilat)
- João Cláudio Colling † (29 d'agost de 1981 - 17 de juliol de 1991 jubilat)
- Altamiro Rossato, C.SS.R. † (17 de juliol de 1991 - 7 de febrer de 2001 jubilat)
- Dadeus Grings (7 de febrer de 2001 - 18 de setembre de 2013 jubilat)
- Jaime Spengler, O.F.M., dal 18 de setembre de 2013

## Estadístiques
A finals del 2021, la diòcesi comptava amb 2.056.400 batejats sobre una població de 3.401.850 persones, equivalent al 60,4% del total.
| any  | població  | població  | població | sacerdots | sacerdots       | sacerdots       | sacerdots             | diàques | religiosos | religiosos | parroquies |
| ---- | --------- | --------- | -------- | --------- | --------------- | --------------- | --------------------- | ------- | ---------- | ---------- | ---------- |
| any  | batejats  | total     | %        | total     | clergat secular | clergat regular | batejats por sacerdot | diàques | homes      | dones      |            |
| 1950 | 950.000   | 1.210.000 | 78,5     | 411       | 179             | 232             | 2.311                 |         | 869        | 1.499      | 137        |
| 1965 | 1.260.000 | 1.562.490 | 80,6     | 484       | 233             | 251             | 2.603                 |         | 874        | 2.539      | 157        |
| 1970 | 1.850.000 | 2.309.730 | 80,1     | 524       | 238             | 286             | 3.530                 | 6       | 721        | 2.548      | 174        |
| 1976 | 1.980.000 | 2.381.230 | 83,2     | 482       | 216             | 266             | 4.107                 | 11      | 796        | 2.700      | 182        |
| 1980 | 2.202.000 | 2.648.000 | 83,2     | 505       | 224             | 281             | 4.360                 | 19      | 735        | 2.303      | 186        |
| 1990 | 2.423.000 | 3.034.473 | 79,8     | 366       | 196             | 170             | 6.620                 | 30      | 589        | 1.870      | 167        |
| 1999 | 2.608.707 | 3.265.577 | 79,9     | 487       | 224             | 263             | 5.356                 | 21      | 534        | 1.650      | 160        |
| 2000 | 2.608.707 | 3.265.577 | 79,9     | 482       | 219             | 263             | 5.412                 | 24      | 687        | 1.650      | 160        |
| 2001 | 2.972.749 | 3.304.054 | 90,0     | 527       | 247             | 280             | 5.640                 | 21      | 720        | 1.828      | 167        |
| 2002 | 2.990.500 | 3.304.054 | 90,5     | 448       | 236             | 212             | 6.675                 | 16      | 662        | 1.900      | 176        |
| 2003 | 2.475.398 | 3.306.657 | 74,9     | 428       | 234             | 194             | 5.783                 | 22      | 570        | 1.317      | 179        |
| 2004 | 2.475.398 | 3.306.657 | 74,9     | 400       | 226             | 174             | 6.188                 | 33      | 514        | 1.521      | 177        |
| 2013 | 2.527.000 | 3.395.000 | 74,4     | 362       | 207             | 155             | 6.980                 | 58      | 369        | 1.118      | 156        |
| 2016 | 2.590.000 | 3.480.000 | 74,4     | 371       | 215             | 156             | 6.981                 | 59      | 341        | 1.109      | 156        |
| 2019 | 2.148.100 | 3.378.000 | 63,6     | 341       | 206             | 135             | 6.299                 | 58      | 313        | 1.032      | 160        |
| 2021 | 2.056.400 | 3.401.850 | 60,4     | 332       | 209             | 123             | 6.193                 | 63      | 311        | 739        | 159        |